# Føringatíðindi

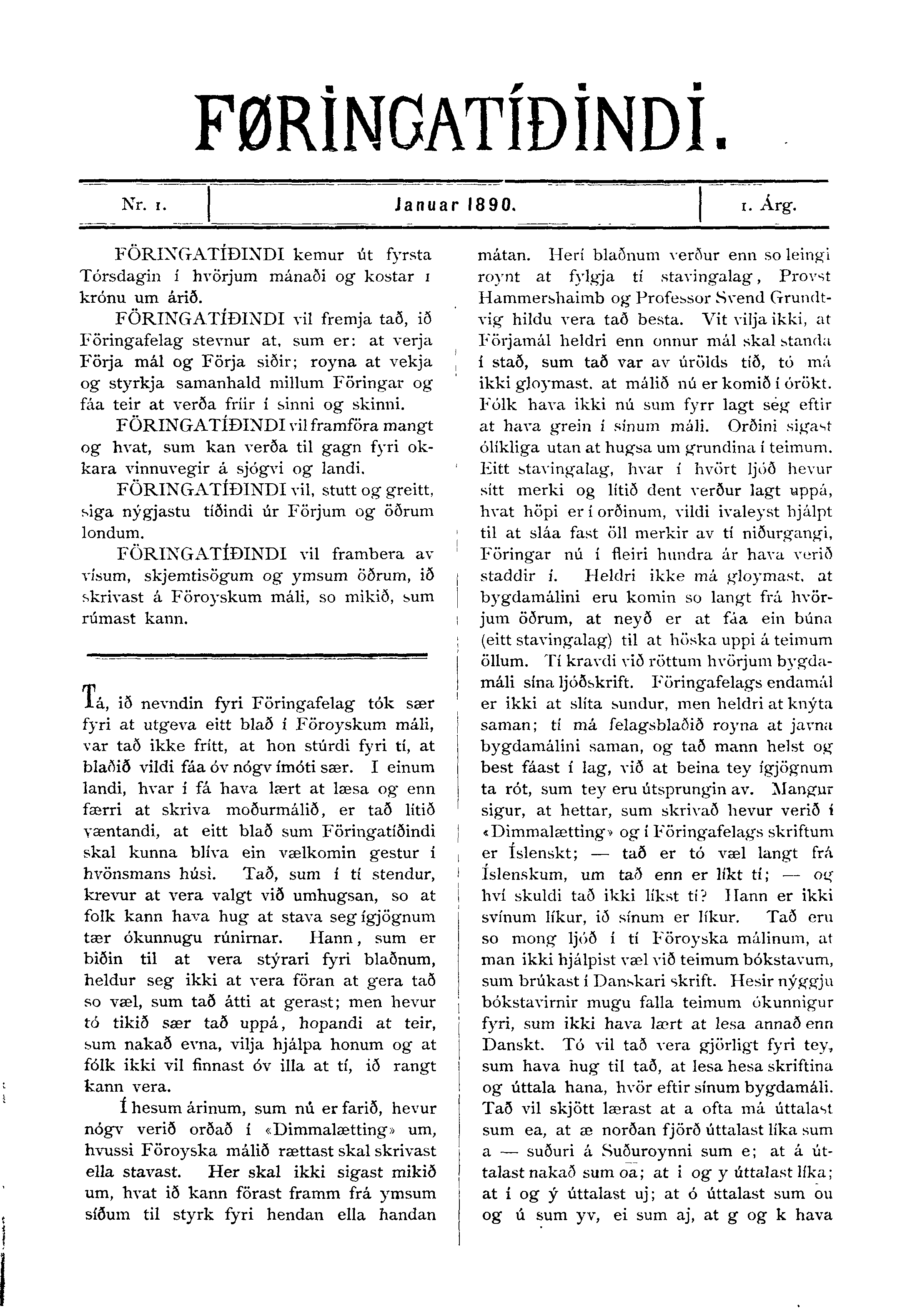
Føringatíðindi.
Die erste Ausgabe vom Januar 1890.

Føringatíðindi [ˈføːɹɪŋgaˌtʊiːjɪndɪ] (dt. „Färingernachrichten“) war eine monatlich erscheinende färöischsprachige Zeitung, die zwischen 1890 und 1902 erschien. Es war die erste Zeitung, die in färöischer Sprache herausgegeben wurde.
Die Vereinszeitung des Føringafelag wurde von dessen Vorstand herausgebracht. Die erste Ausgabe erschien im Januar 1890 und anschließend regelmäßig einmal pro Monat über zwölf Jahre bis Anfang 1902. Zeitweise wurde die Zeitung auch zweimal im Monat herausgegeben.
In den ersten fünf Jahren lag die Blattleitung in den Händen von Rasmus Effersøe. Im Oktober 1895 übernahm Andrass Samuelsen für wenige Monate diese Aufgabe. Ab Januar 1896 leitete Jóannes Patursson vorübergehend das Blatt. Im September des Jahres verließ Patursson jedoch das Føringafelag und legte anschließend im Oktober auch die Leitung des Vereinsblattes nieder. Ab Oktober 1896 war R. C. Effersøe wieder der Leiter und blieb dies bis 1901.
Im Lauf der Zeit wurde jedoch der Druck durch neuentstandene Konkurrenzblätter wie Dúgvan und Tingakrossur größer, sodass die Anzahl der Bezieher immer weiter zurückging. Erschwerend kamen auch die größer werdende Uneinigkeit im Verein hinzu sowie die zunehmende Politisierung, die schließlich zur Parteienbildung mit Sambandsflokkurin und Sjálvstýrisflokkurin führte und Parteizeitungen wie Dimmalætting und Tingakrossur zur Folge hatte.
Im Rahmen eines Wiederbelebungsversuchs wurde im Januar und Februar 1906 noch einmal zwei Ausgaben herausgebracht. Die Leitung des Blattes lag zuletzt bei Andrias Christian Evensen.
Dichter wie beispielsweise Jóan Petur Gregoriussen veröffentlichten regelmäßig Gedichte in der Zeitung.